# Brignamaro
Brignamaro ist ein Arrondissement im Departement Atakora in Benin. Es ist eine Verwaltungseinheit, die der Gerichtsbarkeit der Gemeinde Kérou untersteht. Gemäß der Volkszählung von 2013 hatte Brignamaro 23.707 Einwohner, davon waren 11.911 männlich und 11.796 weiblich.

## Wissenswertes
Über die Fernstraße RN8, die mitten durch Brignamaro führt, ist in nördlicher Richtung die Stadt Kérou erreicht. In südlicher Richtung führt sie u. a. nach Péhunco.